# Sylt (település)
Sylt település Németországban, Schleswig-Holstein tartományban. Lakosainak száma 13 679 fő (2023. december 31.).

## Fekvése
A Sylt szigetén fekvő település.
A település részei:
- Archsum
- Keitum
- Morsum
- Munkmarsch
- Rantum
- Tinnum
- Westerland

## Népesség
A település népességének változása:
| Lakosok száma | 13 638 | 13 689 | 13 741 | 13 924 | 13 679 |
|               | 2017   | 2019   | 2021   | 2022   | 2023   |